# Patience Opuene
Patience Opuene – nigeryjska zapaśniczka walcząca w stylu wolnym. Srebrna medalistka mistrzostw Afryki w 2022 i 2023; brązowa w 2014 roku. Zdobyła złoty medal na igrzyskach Afrykańskich w 2015, ale została zdyskwalifikowana za doping.